# Kreischa
Kreischa – miejscowość i gmina w Niemczech, w kraju związkowym Saksonia, w okręgu administracyjnym Drezno, w powiecie Sächsische Schweiz-Osterzgebirge.

## Współpraca
Miejscowości partnerskie:
- Háj u Duchcova, Czechy
- Loffenau, Badenia-Wirtembergia